# 阿爾布拉奇峰
46°32′08″N 9°34′36″E / 46.5355°N 9.5766889°E

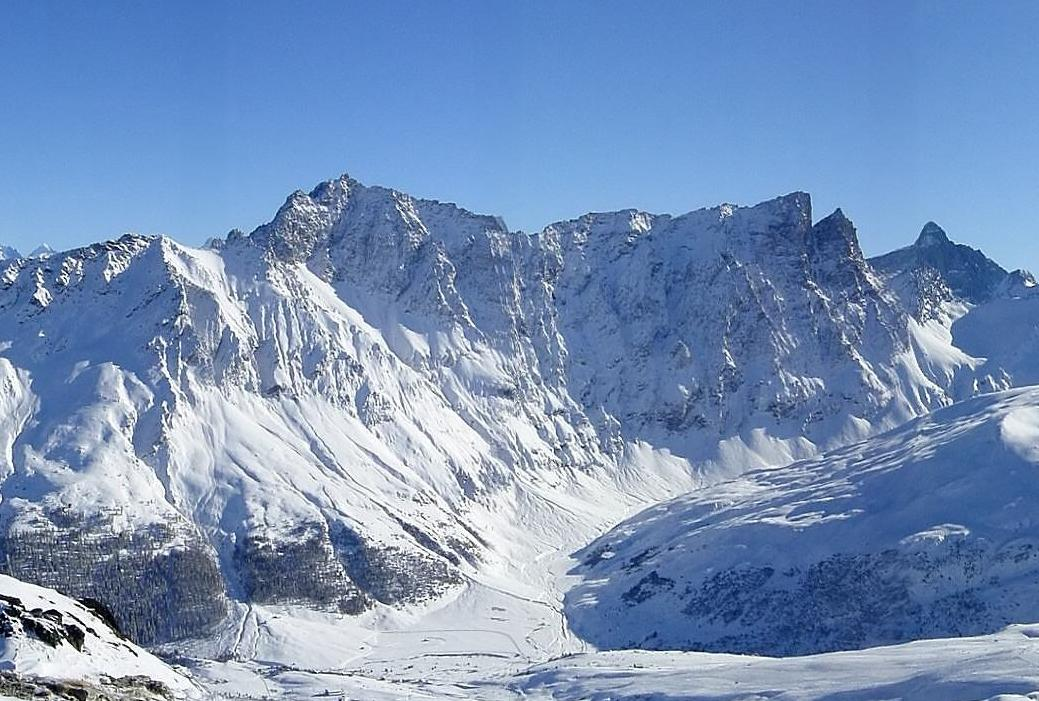

阿爾布拉奇峰（Piz Arblatsch），是瑞士的山峰，位於該國東南部，由格勞賓登州負責管轄，屬於上哈爾布施泰因阿爾卑斯山脈的一部分，距離福貝施峰2.1公里，海拔高度3,203米，每年平均降雨量1,693毫米，人類在1893年5月21日首次登頂。